# Jack Black
Jack Black, właśc. Thomas Jacob Black Jr. (ur. 28 sierpnia 1969 w Santa Monica) – amerykański aktor, komik, scenarzysta, producent, muzyk i wokalista.

## Życiorys

### Dzieciństwo
Urodził się w Santa Monica w Kalifornii jako syn pisarza Thomasa Williama Blacka i Judith Love (z domu Cohen), z pochodzenia polskiej Żydówki. Jego matka pracowała nad Kosmicznym Teleskopem Hubble’a. Jego ojciec był pochodzenia niemieckiego, angielskiego, szkockiego i irlandzkiego, a pod wpływem swojej żony przeszedł na judaizm.
Black wychowywał się w Hermosa Beach w Kalifornii. Jego rodzice rozwiedli się, gdy Black miał dziesięć lat. Po separacji wraz z ojcem przeprowadził się do Culver City w Kalifornii. W młodości musiał opiekować się przyrodnią siostrą. Brał narkotyki, trafił do internatu dla trudnej młodzieży. Uczęszczał do Crossroads High School w Santa Monica.

### Kariera
W 1989 studiował w Los Angeles na University of California, gdzie poznał Tima Robbinsa, który później zaangażował Blacka do roli Rogera Davisa w komediodramacie Bob Roberts (1992) z Susan Sarandon, Helen Hunt i Alanem Rickmanem. W 1994 wraz z Kyle’em Gassem stworzył zespół Tenacious D. Pojawił się jako Bart „Zero” Liquori w jednym z odcinków serialu Fox Z Archiwum X (The X-Files, 1995).
Przełomem stała się postać Barry’ego, sarkastycznego pracownika sklepu muzycznego prowadzonego przez Johna Cusacka, w dobrze przyjętej przez krytyków ekranizacji powieści Nicka Hornby’ego Przeboje i podboje (High Fidelity, 2000) w reżyserii Stephena Frearsa. Ta rola przyniosła mu nominacje do nagród American Comedy Award oraz Blockbuster Entertainment Award w kategorii dla najlepszego aktora drugoplanowego.
W 2002 roku Black był współprowadzącym ceremonię rozdania nagród filmowych MTV – wspólnie z Sarą Michelle Gellar.
Był dwa razy nominowany do nagrody Złotego Globu w filmach Richarda Linklatera: za rolę Deweya Finna, piosenkarza i gitarzysty hardrockowego, który zostaje wyrzucony z zespołu No Vacancy przez współczłonków za jego arogancję i zbyt częste oraz nagłe wybryki na scenie, w komedii Szkoła rocka (2003) oraz jako lokalny zabójca Bernhardt „Bernie” Tiede II w komediodramacie Bernie (2011).

## Życie prywatne
Spotykał się z Kathy Griffin. W latach 1997–2005 związany był z Laurą Kightlinger. W 2005 roku poznał Tanyę Haden, z którą się ożenił 14 marca 2006. Mają dwóch synów: Samuela Jasona (ur. 10 czerwca 2006) i Thomasa Davida (ur. 23 maja 2008).
Wraz z Vince’em Vaughnem, Willem Ferrellem, Benem Stillerem, Owenem Wilsonem i Lukiem Wilsonem należy do paczki zwanej Frat Pack.

## Filmografia
- 1992: Bob Roberts jako Roger Davis
- 1993: Człowiek demolka
- 1994: Niekończąca się opowieść III: Ucieczka z krainy Fantazji jako Slip
- 1995: Przed egzekucją jako Craig Poncelet
- 1995: Wodny świat jako Floatplane Pilot
- 1996: Telemaniak jako Rick
- 1996: Marsjanie atakują! jako Bobby
- 1997: Szakal jako Ian Lamont
- 1997: Bongwater jako Devlin
- 1998: Wróg publiczny jako Fiedler
- 1998: Koszmar następnego lata jako Titus Telesco
- 1999: Cradle Will Rock jako Sid
- 1999: Syn Jezusa jako George
- 2000: Przeboje i podboje jako Barry
- 2001: Twarda laska jako J.D. McNugent
- 2001: Płytki facet jako Hal Larsen
- 2002: Epoka lodowcowa jako smilodon Zeke (głos)
- 2002: Kwaśne pomarańcze jako Lance Brumder
- 2003: Szkoła rocka jako Dewey Finn
- 2004: Zawiść jako Nick Vanderpark
- 2004: Rybki z ferajny jako Lenny (głos)
- 2005: King Kong jako Carl Denham
- 2006: Nacho Libre jako Nacho
- 2006: Kostka przeznaczenia jako JB
- 2006: Holiday jako Miles
- 2007: Idź twardo: Historia Deweya Coxa jako Paul McCartney (niewymieniony w czołówce)
- 2007: Margot jedzie na ślub jako Malcolm
- 2008: Ratunku! Awaria (Be Kind Rewind) jako Jerry Gerber
- 2008: Kung Fu Panda jako Po (głos)
- 2008: Kung Fu Panda: Sekrety Potężnej Piątki jako Po (głos)
- 2008: Jaja w tropikach jako Jeff „Fats” Portnoy
- 2009: Rok pierwszy jako Zed
- 2010: Podróże Guliwera jako Lemuel Gulliver
- 2011: Kung Fu Panda 2 jako Po (głos)
- 2011: Muppety jako on sam
- 2011: Bernie jako Bernie Tiede
- 2011: Wielki rok jako Brad Harris
- 2014: Sekstaśma (Sex Tape) jako właściciel YouPorn (niewymieniony w czołówce)
- 2015: D Train jako Dan Landsman
- 2015: Gęsia skórka (Goosebumps) jako R.L. Stine / Slappy the Dummy (głos) / Brent Green (głos)
- 2016: Kung Fu Panda 3 jako Po (głos)
- 2017: Jumanji: Przygoda w dżungli jako profesor Sheldon „Shelly” Oberon
- 2017: Król polki jako Jan Lewan
- 2019: Jumanji: Następny poziom jako profesor Sheldon „Shelly” Oberon
- 2023: Super Mario Bros. Film jako Bowser (głos)
- 2023: The Mandalorian jako Kapitan Bombardier
- 2024: Kung Fu Panda 4 jako Po (głos)
- 2025:  Minecraft: Film jako Steve

{{Układ wielokolumnowy}} Nieprawidłowe/puste pola: "liczba".

## Gry wideo
| Tytuł                     | Rok  | Rola               | Uwagi                                                            |
| ------------------------- | ---- | ------------------ | ---------------------------------------------------------------- |
| Peter Jackson’s King Kong | 2005 | Carl Denham        | rola dubbingowana, przygodowa gra akcji, Ubisoft Montpellier     |
| Brütal Legend             | 2009 | Eddie Riggs        | rola dubbingowana, RTS, Double Fine Productions, Electronic Arts |
| Broken Age                | 2014 | Harm’ny Lightbeard | rola dubbingowana, gra przygodowa, Double Fine Productions       |